# Bianca Müller
Bianca Natasha Müller Ferreira (Franco da Rocha, 8 de maio de 1990) é uma atriz brasileira.

## Biografia e carreira
Começou a fazer teatro na escola aos nove anos de idade. Aos quinze anos fez curso profissionalizante de atriz, no Studio Beto Silveira. Formou-se em rádio e televisão pela Universidade Anhembi Morumbi. Durante os quatro anos de faculdade, fez cursos de interpretação para TV e Cinema, entre eles no Studio Fátima Toledo. Profissionalmente fez algumas publicidades e pequenos papéis em teatro. Na televisão, participou da série Julie e os Fantasmas, da TV Bandeirantes.
No cinema, integrou o elenco do filme Boa Sorte, Meu Amor, de Daniel Aragão, e foi coadjuvante no curta-metragem Sobre Minha Melhor Amiga, de Luiz Otávio Pereira. Em 2012, esteve na série Sessão de Terapia, com direção de Selton Mello, no canal a cabo GNT. Mas o sucesso veio mesmo em 2014 com a participação na novela O Rebu, exibida pela TV Globo entre julho e setembro. Ela interpretou a sensual e ambiciosa Mirna. A personagem — uma hedonista — participou, inclusive, de uma ménage à trois com os personagens de Camila Morgado (Maria Angélica) e Jesuíta Barbosa (Alain). Apesar de interpretar a devassa, confessou à revista Playboy de setembro de 2014 que leva uma vida simples: gosta de ficar em contato com a natureza e com a família.
Em 2016, Bianca integrou o elenco da novela A Lei do Amor, na qual interpretou Ana Luiza, a filha mais nova de Hércules (Danilo Grangheia). Aliada do tio, Pedro (Reynaldo Gianecchini), ela não desgruda da sua câmera e filma momentos constrangedores de sua família. É apaixonada pelo jornalista Elio Bataglia (João Campos), que culpa a sua avó, Mág (Vera Holtz), pelo assassinato da tia, Suzana (Regina Duarte).

## Filmografia

### Televisão
| Ano  | Título               | Papel                          |
| ---- | -------------------- | ------------------------------ |
| 2011 | Julie e os Fantasmas | [ 2 ]                          |
| 2012 | Sessão de Terapia    | Nina Vidal                     |
| 2013 | Passionais           | Vários                         |
| 2014 | O Rebu               | Mirna                          |
| 2016 | Unidade Básica       | Dra. Samara                    |
| 2016 | A Lei do Amor        | Ana Luiza Costa Leitão (Analu) |
| 2017 | Meio Expediente      | Natasha                        |
| 2018 | Assédio              | Tamires Sadala                 |
| 2019 | Psi                  | Melissa Marcondes              |

### Cinema
| Ano  | Título                   | Papel      | Ref               |
| ---- | ------------------------ | ---------- | ----------------- |
| 2012 | Boa Sorte, Meu Amor      |            |                   |
| 2013 | Sobre Minha Melhor Amiga |            |                   |
| 2013 | Enterro de Anão          | Scarlet    |                   |
| 2016 | Amor em Sampa            | Carol      |                   |
| 2016 | O Escaravelho do Diabo   | Verônica   | [ 6 ] [ 7 ] [ 8 ] |
| 2017 | Jeitosinha               | Jeitosinha |                   |
| 2018 | A Repartição do Tempo    | Carol      | [ 9 ]             |
| 2018 | O Segredo de Davi        | Dóris      | [ 10 ]            |